# Albero filogenetico

Fig. 1: Esempio di albero filogenetico

Un albero filogenetico è un diagramma che mostra le relazioni fondamentali di discendenza comune di gruppi tassonomici di organismi.

## Descrizione
La rappresentazione delle relazioni in questa forma (di derivazione dall'uso precedente nell'albero genealogico) è tipica della visione evoluzionistica espressa secondo i suoi concetti iniziali, secondo la quale lo sviluppo delle forme di vita è avvenuto a partire da un progenitore comune (il tronco o la base dell'albero, altrimenti detta radice), il quale ha dato origine per speciazione a diverse linee di discendenza, fino ad arrivare alle specie attualmente esistenti (le cime dell'albero, altrimenti dette ramificazioni terminali). In un albero filogenetico, ciascun nodo (o biforcazione) rappresenta l'antenato comune più recente dei soggetti che si trovano ai nodi successivi e la lunghezza delle ramificazioni può -o meno- essere correlata al tempo o ai cambiamenti genetici che intercorrono tra di essi.
Questa fondamentale relazione non spiega tutte le interconnessioni evolutive tra differenti organismi, ma solo una parte seppur importantissima. La ricerca attuale propone una visione integrata dell'evoluzione consolidando le relazioni filogenetiche strutturate ad albero con altri e differenti meccanismi.
Gli alberi filogenetici vengono costruiti in base a dati anatomici, biochimici, genetici e paleontologici. La branca della scienza che si occupa dello studio di queste informazioni e della compilazione degli alberi filogenetici prende il nome di filogenetica computazionale.

## Genetica delle popolazioni

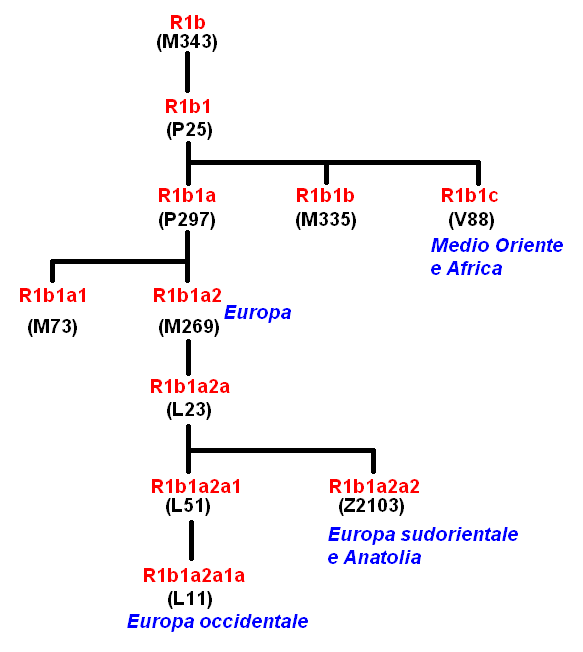
Albero filogenetico che mostra le principali cladi di R1b con i rispettivi SNPs e le aree di diffusione. La nomenclatura usata è quella ISOGG aggiornata al 2015.

La genetica delle popolazioni utilizza gli alberi filogenetici per mettere in relazione gli aplotipi e le loro varianti, per mettere in relazione gli aplotipi comparsi più recentemente, a partire da quelli più antichi. 
Se per esempio si considera l'aplogruppo R1b (Y-DNA), e le sue varianti, gli aplogruppi R1b1a e R1b1b sono rappresentati come rami di R1b1, per indicare la discendenza da questo antenato comune; la sigla è parlante, nel senso che essa stessa porta il significato del diagramma, ovvero il rapporto con altri aplogruppi. Il limite di questa convenzione sta nella possibilità che queste sigle possono cambiare in conseguenza di nuovi studi, che modificano i rapporti tra gli aplogruppi: ad esempio, l'aplotipo identificato dallo SNP L23 che nel 2009 era indicato con la sigla R1b1b2a, dal 2015 è diventato R1b1a2a.
Per ovviare a questo limite, si utilizzano le nomenclature delle mutazioni genetiche, riconducibili univocamente ad un aplotipo ed invariabili nel tempo; ad esempio nell'analisi dei polimorfismi a singolo nucleotide (SNP), la mutazione R-M343, viene utilizzata come equivalente per l'aplogruppo R1b. 

## Tipi di albero filogenetico

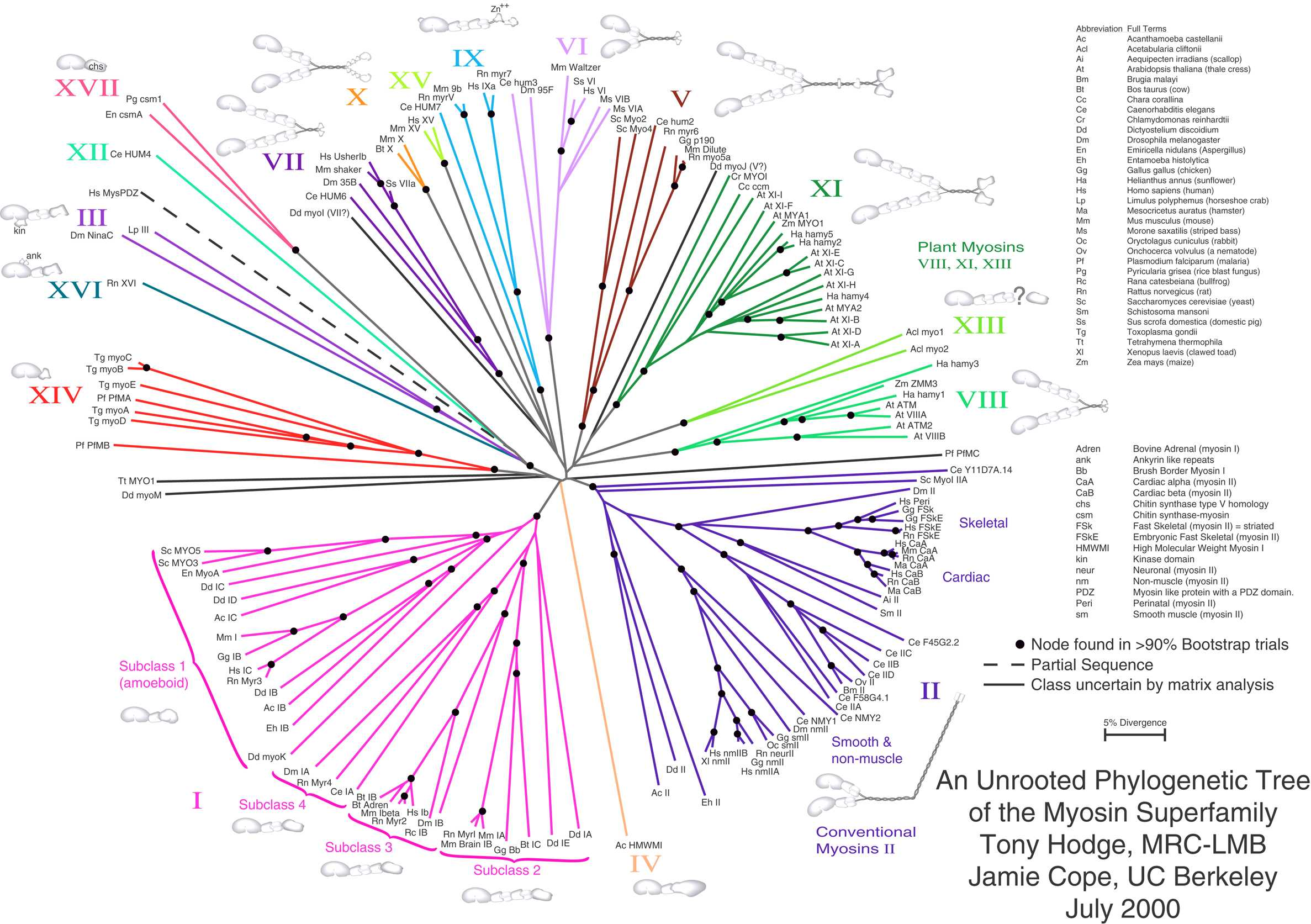
Fig. 2: Albero non radicato riferito alla famiglia genica della proteina miosina.

Gli alberi filogenetici possono essere divisi in due tipi: gli alberi radicati e gli alberi non radicati.
- Un albero radicato (in inglese rooted) viene visualizzato tramite un grafo diretto, una struttura ad albero che si sviluppa a partire da un unico nodo, rappresentante il più recente antenato comune delle forme di vita che si trovano alle estremità dell'albero. In questo modo, un albero filogenetico radicato è in grado di fornire informazioni sia sulla correlazione genetica esistente tra gli organismi presenti sulle sue ramificazioni, sia sui rapporti evolutivi che intercorrono tra gli stessi. La figura 1 mostra un esempio di albero radicato, colorato in modo diverso in modo da evidenziare i tre diversi dominii.
- Un albero non radicato, al contrario, illustra le relazioni genetiche che intercorrono tra gli organismi che si trovano ai suoi apici, ma non fornisce alcuna informazione in merito alla loro evoluzione. La figura 2 mostra appunto un albero di questo tipo, riferito alla famiglia di geni per la miosina.

Il metodo più comune per realizzare un albero radicato è confrontare i membri dell'albero con un membro esterno (in inglese outgroup). Questo deve essere sufficientemente simile agli elementi interni dati da permettere il confronto tra le sequenze geniche, ma deve anche essere allo stesso tempo meno imparentato ad essi di quanto questi stessi non lo siano tra di loro.
Sia gli alberi radicati sia quelli non radicati possono essere sia biforcati sia multiforcati,
- un albero biforcato possiede al massimo due ramificazioni che dipartono da ogni nodo
- un albero multiforcato, invece, ne possiede più di due

gli alberi filogenetici, infine, possono essere sia etichettati che non etichettati
- un albero etichettato mostra valori specifici assegnati agli elementi che si trovano alle estremità terminali di ciascuna ramificazione
- un albero non etichettato invece non mostra questi valori e dunque non fornisce indicazioni aggiuntive oltre a quelle relative allo spazio topologico tra i membri di ciascuna ramificazione.

Il numero di alberi che è possibile ottenere partendo da un numero dato di elementi posti ai nodi terminali dipende dal tipo di albero; è sempre comunque possibile ottenere più alberi multiforcati che biforcati, più alberi etichettati che non etichettati, e più alberi radicati che alberi non radicati. Quest'ultima osservazione è quella biologicamente più rilevante, ed è una conseguenza del fatto che, in un albero non radicato esistono molti posti in cui è possibile identificare una radice, ovvero un gene che può essere definito come un progenitore comune di quelli posti sulle diverse ramificazioni. Come formula generale, per un albero etichettato multiforcato ci sono:
{\displaystyle {\frac {(2n-3)!}{2^{n-2}(n-2)!}}}
alberi radicati totali e
{\displaystyle {\frac {(2n-5)!}{2^{n-3}(n-3)!}}}
alberi non radicati totali, con n che rappresenta il numero di nodi terminali. Il numero di alberi non radicati che possono essere ottenuti con n elementi terminali (sequenze geniche o organismi) dati è uguale al numero di alberi radicati ottenibili con n-1 elementi.
Gli alberi filogenetici possono essere anche suddivisi in:
- Dendrogrammi, rappresentazione diagrammatica di un albero filogenetico
- Cladogrammi, alberi costituiti tramite metodi cladistici
- Filogrammi, alberi che rappresentano esplicitamente il numero di cambiamenti di caratteri che intercorrono fra le ramificazioni
- Cronogrammi, alberi che rappresentano esplicitamente il tempo che intercorre tra le ramificazioni.

## Limiti degli alberi filogenetici

Illustrazione: Un'ipotetica organizzazione non solo gerarchica, verticale, ma anche orizzontale include eredità genica non solo genitoriale ma attraverso virus e altre vie, come partner simbiotici all'interno delle cellule eucariote.

Sebbene gli alberi filogenetici costituiti sulla base di dati provenienti da analisi genomiche costituiscano un importante strumento agli studi sull'evoluzione e, soprattutto, sulla filogenetica, essi hanno comunque dei limiti. 
Gli alberi filogenetici ad esempio non rappresentano necessariamente l'esatta storia evoluzionistica di un gene e allo stesso tempo di un dato organismo che contiene tale gene. I dati su cui essi si basano possono infatti essere alterati da diversi fattori: il trasferimento genico orizzontale, l'ibridizzazione tra specie diverse situate a grande distanza sull'albero prima che l'ibridizzazione stessa avvenisse, l'evoluzione convergente e la conservazione delle sequenze geniche sono elementi ulteriori che possono facilmente confondere le analisi basate solamente su principi filogenetici.
Per questi fattori, sopraggiunti da più recenti scoperte scientifiche, sono stati proposti schemi filogenetici reticolari piuttosto che arborei (a partire dal biologo tedesco Peter Gogarten nel 1996).